# Valérie Seyns
Valérie Mariette André Seyns (Roeselare, 30 april 1977) is een voormalig Belgisch politica voor het Vlaams Belang.

## Levensloop
Zij heeft een getuigschrift eerste kandidatuur Politieke en sociale wetenschappen, dat ze in 1999 behaalde aan de Universiteit Gent. Van 2000 tot 2002 was zij medewerker bij het webdesignbedrijf Proximedia en van 2002 tot 2004 verkoopsmanager bij papiergroothandel Epacar. Nadien was Seyns van 2005 tot 2020 zelfstandig zaakvoerder van een consultancybureau actief in de marketing en financieel en administratief beheer. Daarnaast was zij van 2010 tot 2013 medewerker klantenondersteuning bij een schoonheidsproductenleverancier en sinds 2011 is zij zaakvoerder van hotel Chamar in Oostkamp.
Seyns werd politiek actief voor het radicaal-rechtse Vlaams Blok en opvolger Vlaams Belang en werd penningmeester en nadien secretaris van de partijafdeling van het Brussels Gewest. Voor de partij zetelde zij van 2004 tot 2009 in het Brussels Hoofdstedelijk Parlement. Tevens was ze van 2006 tot 2009 gemeenteraadslid van Sint-Jans-Molenbeek.
In 2010 werd ze samen met haar partner Bart Debie uit het Vlaams Belang gezet nadat ze op Facebook ongepast reageerden op de gezondheidstoestand van toenmalig Vlaams Belang-partijkopstuk Marie-Rose Morel. Later keerde ze terug naar de partij en bij de verkiezingen van mei 2014 stond ze op de tweede plaats van de Vlaams Belang-lijst voor het Brussels Hoofdstedelijk Parlement, zonder echter verkozen te geraken.
Bij de gemeenteraadsverkiezingen van oktober 2024 trok Seyns de Vlaams Belang-lijst in Dilbeek, waar ze inmiddels was gaan wonen. Ze werd verkozen en is sinds december 2024 gemeenteraadslid.
Gerelateerde onderwerpen: Partijprogramma · 70-puntenplan · Cordon sanitaire · Racismeklacht